# Марвін Меглем
Марвін Меглем (нім. Marvin Mehlem, нар. 11 вересня 1997, Карлсруе, Німеччина) — німецький футболіст, центральний півзахисник клубу «Дармштадт 98».

## Ігрова кар'єра

### Клубна
Марвін Меглем народився в місті Карлсруе і є вихованцем місцевого однойменного клубу. Він починав виступати в молодіжних командах «Карлсруе», а у 2015 році підписав з клубом перший професійний контракт. Того ж сезону Меглем дебютував на професійному рівні у Другій Бундеслізі.
За результатами сезону 2016/17 «Карлсруе» вилетів до Третьої ліги. А сам Меглем перейшов до клубу «Дармштадт 98», який щойно опустився до Другої Бундесліги з Першої Бундесліги. 29 липня 2017 року у виїзному матчі проти «Гройтер Фюрт» Меглем зіграв першу гру в новій команді.
Початок сезону 2021/22 футболіст пропустив через операцію на коліні й повернувся до гри лише у 12-му турі чемпіонату. У грудні 2021 року Меглем продовжив контракт з «Дармштадтом» до 2025 року.

### Збірна
У 2016 році у складі юнацької збірної Німеччини (U-19) Марвін Меглем брав участь у домашній юнацькій першості Європи. На турнірі футболіст провів три поєдинки й відзначився забитим голом.

## Приватне життя
Старший брат Марвіна Марсель Меглем також професійний футболіст — півзахисник клубу «Падерборн 07».